# Tom Boonen
Tom Boonen (Mol, 15 oktober 1980) is een Belgisch autocoureur en voormalig wielrenner. Hij was beroepsrenner van 2002 tot 2017 en behaalde in totaal 123 zeges. In 2005 werd Boonen wereldkampioen op de weg in Madrid. Hij won drie keer de Ronde van Vlaanderen en vier keer Parijs-Roubaix. Daarnaast werd hij ook tweemaal Belgisch kampioen op de weg en won hij in 2007 het puntenklassement in de Ronde van Frankrijk. Vanaf 2024 rijdt hij in het Belgisch kampioenschap rally met Škoda.

## Carrière

### Jeugd
Nadat Boonen al het Belgisch scholenkampioenschap wielrennen en het Belgisch scholenkampioenschap veldrijden had gewonnen, begon hij in 1995 bij de nieuwelingen echt aan zijn wielerloopbaan. In zijn eerste jaar won hij slechts één wedstrijd, maar het volgende jaar wist hij zeventien keer als eerste over de meet te komen. Bij de junioren won hij in totaal zestien wedstrijden, waaronder twee keer het provinciaal kampioenschap tijdrijden. In 2000 won Boonen Parijs-Tours voor beloften en een jaar later werd hij Belgisch kampioen.

### 2001
Vanaf juli 2001 mocht Boonen aan de slag als stagiair bij het Amerikaanse wielerteam US Postal, de ploeg van onder anderen Lance Armstrong. Hij maakte zijn debuut in de Ronde van Polen, die hij niet zou uitrijden.

### 2002
In zijn eerste profjaar bij US Postal wist Boonen in Parijs-Roubaix een derde plaats te behalen, hoewel hij eigenlijk als helper van George Hincapie gestart was. Johan Museeuw, de winnaar van die editie van de Helleklassieker en later Boonens ploegmaat bij Quick-Step–Davitamon, voorspelde Boonen die dag al een grote toekomst en verklaarde in hem zijn opvolger te zien. In mei van dat jaar haalde Boonen ook zijn eerste profzege: de tweede etappe in de Oostenrijkse rittenkoers de Uniqa Classic, in maart had hij eerder al de ploegentijdrit van de Ronde van Catalonië gewonnen.
Na een jaar bij het US Postal van Lance Armstrong en George Hincapie, maakte Boonen de overstap naar Quick-Step–Davitamon.

### 2003
Tijdens zijn eerste seizoen bij de Quick-Step had hij last van blessuren. Hij behaalde wel in de Ronde van België zijn eerste overwinning onder de ploeg van Patrick Lefevere.

### 2004
In zijn tweede seizoen bij Quick-Step behaalde Boonen negentien overwinningen, waaronder klassiekers als de E3 Prijs Harelbeke, Gent-Wevelgem en de Scheldeprijs, en twee etappezeges in de Ronde van Frankrijk, waaronder de laatste etappe naar de Champs-Élysées. Op 15 november 2004 werd hij door de krant Het Nieuwsblad tot profrenner van het jaar gekozen. Hij ontving de Flandrien-Trofee uit handen van de Vlaamse minister-president Yves Leterme.

### 2005

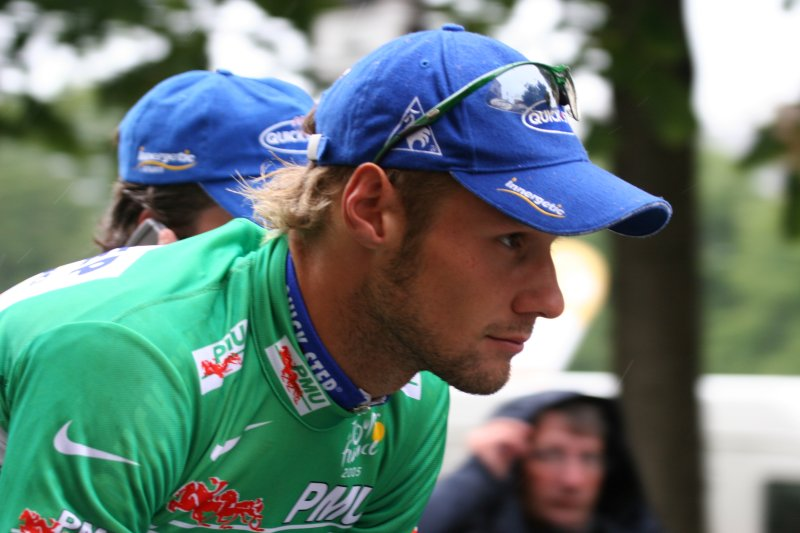
Boonen in de Ronde van Frankrijk 2005

Zijn grootste successen behaalde Boonen in 2005, toen hij na een korte solo de Ronde van Vlaanderen en een week later Parijs-Roubaix won. In de Ronde van Frankrijk van dat jaar won Boonen net als het jaar ervoor twee etappes. Ook droeg hij vanaf de tweede etappe de groene trui. Verschillende valpartijen, die als gevolg hadden dat zijn knie ernstig gewond raakte, dwongen hem echter tot opgeven. Op 25 september 2005 schreef hij het wereldkampioenschap wielrennen voor profs in Madrid op zijn naam. Met deze prestatie werd Boonen de eerste renner in de wielergeschiedenis die erin slaagde in één seizoen zowel de Ronde van Vlaanderen, Parijs-Roubaix als het wereldkampioenschap te winnen.
Op 12 november 2005 werd hij opnieuw tot Flandrien van het jaar verkozen. Hij behaalde deze keer bijna negentig procent van de stemmen. Later die maand werd hij onderscheiden met de internationale wielerprijs Vélo d'Or Mondial. In december 2005 werd hij ook nog tot Sportman en Sportpersoonlijkheid van het jaar verkozen. Ook kreeg hij de Kristallen Fiets en de Sprint d'Or, de Waalse tegenhanger van de Kristallen Fiets, uitgereikt. Daarnaast werd hij ook in Italië, Zwitserland en de Verenigde Staten verkozen tot Renner van het jaar 2005.

### 2006

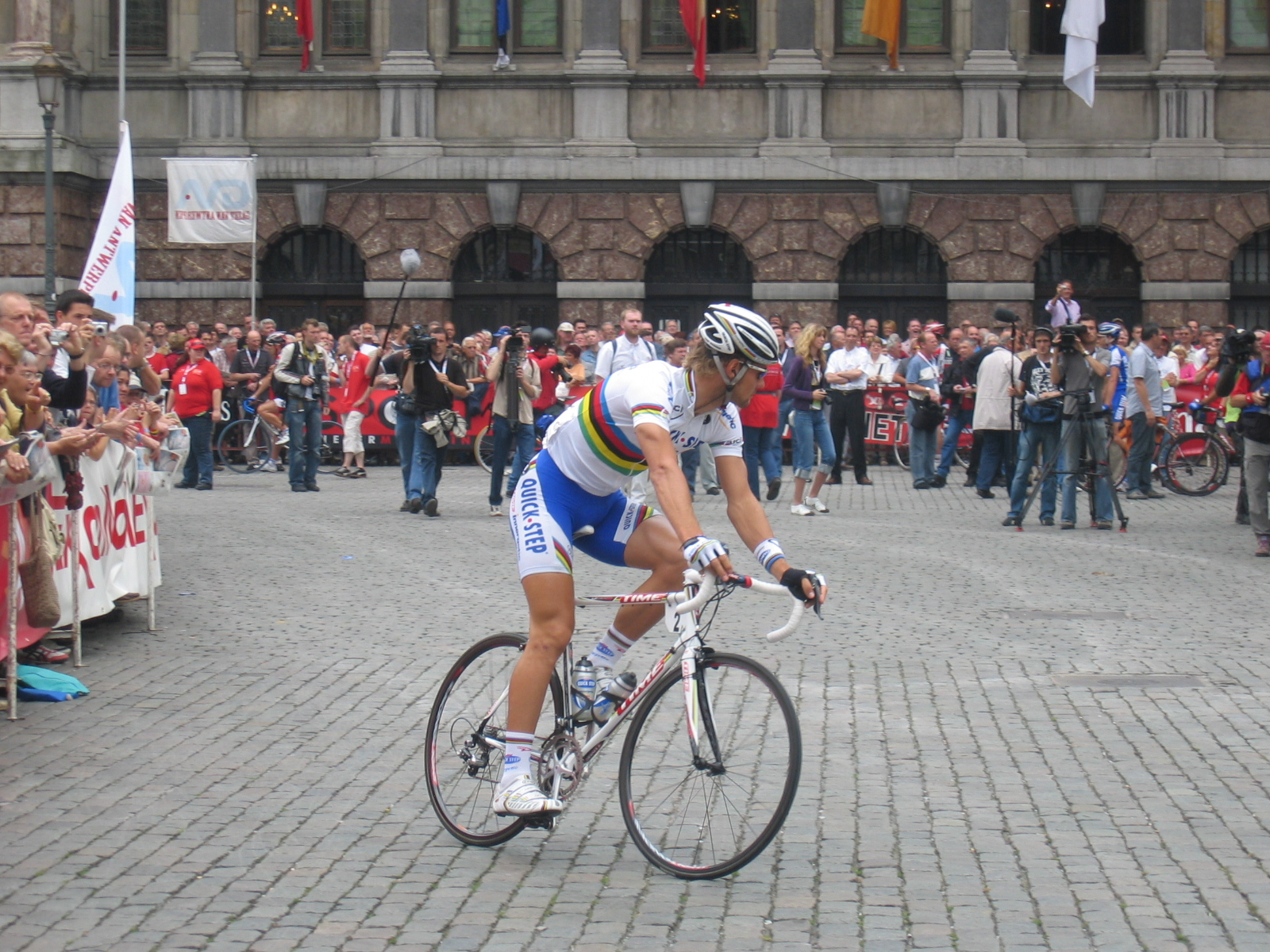
Boonen tijdens het Belgisch kampioenschap in 2006

In 2006 won Boonen opnieuw de Ronde van Vlaanderen. Daarmee werd hij een van de relatief weinigen die deze koers tweemaal op rij konden winnen. Hij is ook een van de weinigen die dit deden in de regenboogtrui; Louison Bobet (1955), Rik Van Looy (1962) en Eddy Merckx (1975) deden het hem voor. Parijs-Roubaix won hij dat jaar niet: hij bereikte de finish als vijfde. Kort na de wedstrijd werden de nummers twee tot en met vier (Leif Hoste, Peter Van Petegem en Vladimir Goesev) gedeclasseerd omdat ze een gesloten overweg hadden genegeerd. Op die manier werd Boonen uiteindelijk toch tweede na de winnaar Fabian Cancellara.

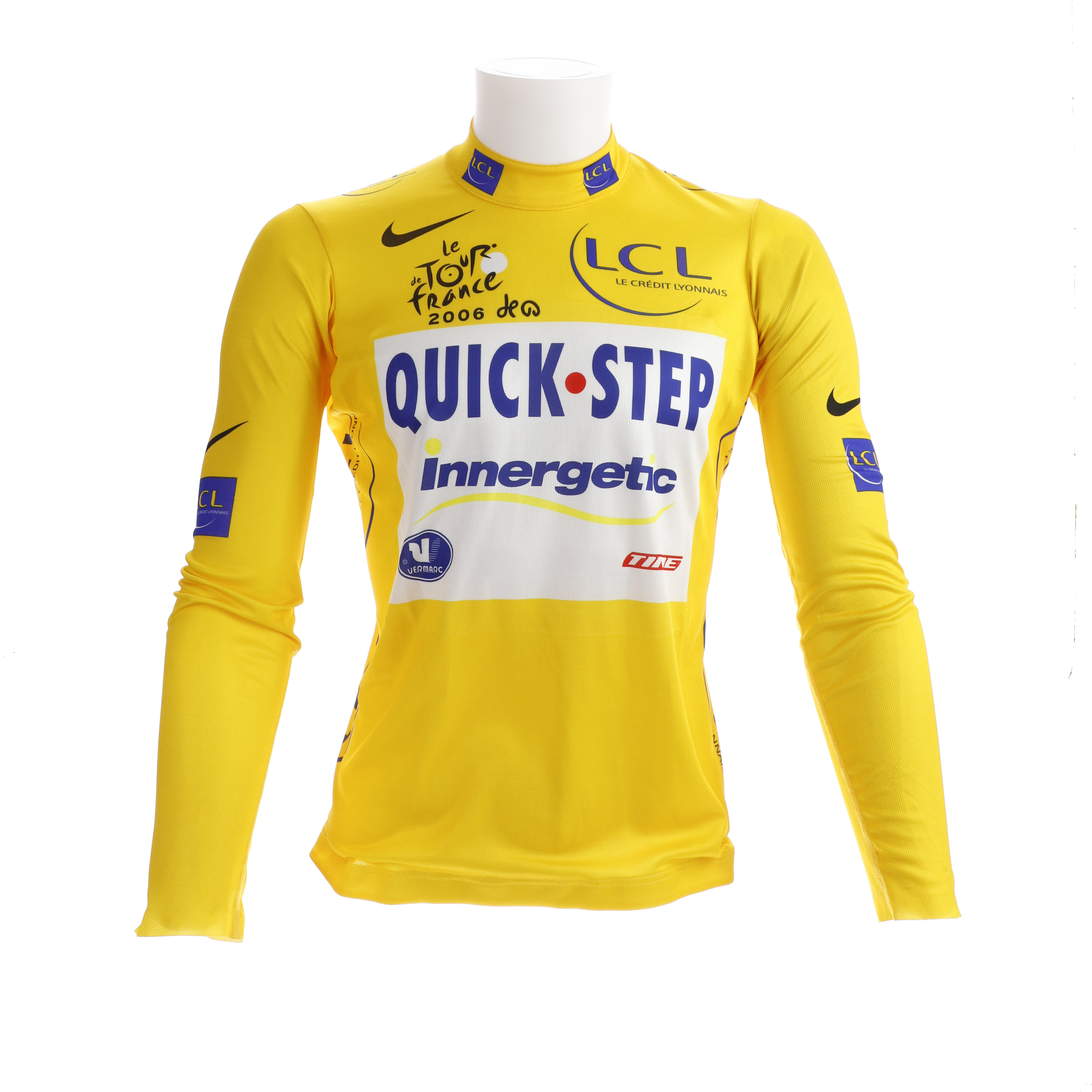
Gele leiderstrui veroverd door Boonen in de Ronde van Frankrijk 2006 (collectie KOERS. Museum van de Wielersport)

In de Tour van 2006 droeg Boonen vier dagen de gele leiderstrui, maar won hij geen etappes. Bij de eerste individuele tijdrit moest Boonen het geel afstaan aan Serhij Hontsjar. Hij gaf in deze Tour op in de rit naar Alpe d'Huez vanwege problemen met de luchtwegen en een slepende ziekte in de darmen. Een maand later was hij echter alweer hersteld. In de ENECO Tour won hij onder meer in zijn eigen Balen.

### 2007
Het seizoen begon met vier ritzeges in de Ronde van Qatar en winst in Kuurne-Brussel-Kuurne, Dwars door Vlaanderen en de E3 Prijs Harelbeke. Boonen startte opnieuw als topfavoriet in de klassiekers Milaan-San Remo, Ronde van Vlaanderen en Parijs-Roubaix, maar won er dat jaar geen enkele. Hij werd respectievelijk derde, twaalfde en zesde. In de Ronde van Frankrijk van dat jaar behaalde hij twee ritzeges en de eindoverwinning in het puntenklassement.

### 2008
Het jaar 2008 begon met de eindoverwinning in de Ronde van Qatar. Het klassieke werk viel wat, tegen met bijna geen podiumplaatsen, maar hij won wel voor de tweede keer Parijs-Roubaix door Fabian Cancellara en Alessandro Ballan te verslaan in de sprint.
In mei werd Boonen betrapt op het gebruik van cocaïne en mocht hierdoor niet deelnemen aan een aantal wedstrijden, waaronder de Tour. Maar hij herpakte zich en won twee etappes in de Ronde van Spanje.

### 2009

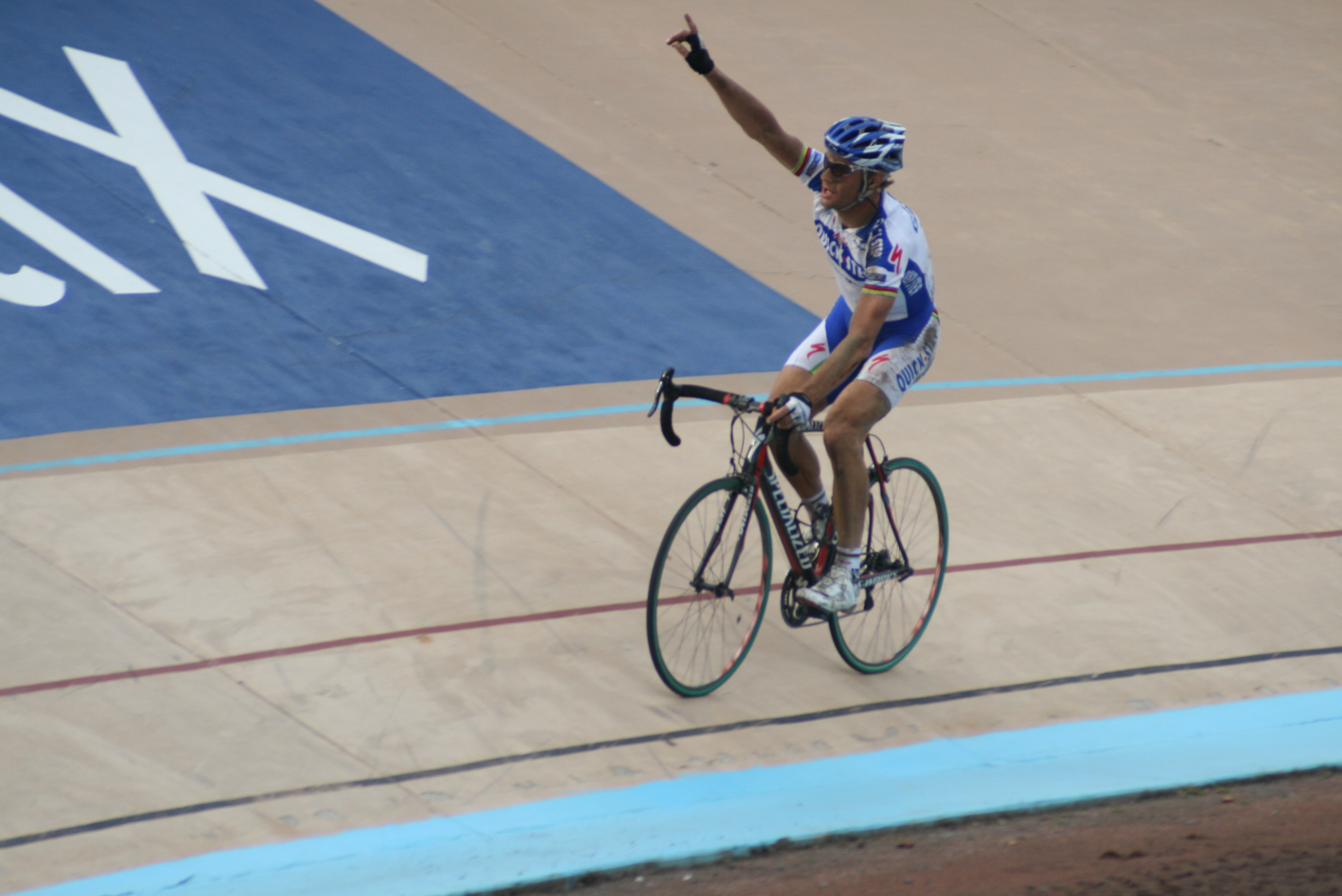
Boonen tijdens Parijs-Roubaix 2009

In het begin van het jaar won hij de derde rit van de Ronde van Qatar. Het voorjaar begon mooi met voor de tweede keer winst in Kuurne-Brussel-Kuurne. Hij werd ook nipt tweede in de E3 Prijs Harelbeke na Filippo Pozzato. Op 12 april won Boonen voor de derde keer Parijs-Roubaix, waarmee hij op dezelfde hoogte kwam als Van Looy, Merckx, Moser en Museeuw, en één zege onder Roger De Vlaeminck.
In april werd hij echter opnieuw betrapt op drugs. Hierop maakte Tour-organisator ASO op 18 juni bekend dat Boonen ook in 2009 niet welkom was in de Ronde van Frankrijk. Volgens deze organisatie zou hij het imago van de wedstrijd schaden. Dit betekende de start van een juridische strijd die duurde tot op de vooravond van de start van de Tour.
Op 28 juni won Boonen na een lastige, heuvelachtige wedstrijd het Belgisch kampioenschap te Aywaille in een sprint met onder anderen Philippe Gilbert.
Een dag voor de start van de Ronde van Frankrijk 2009 kreeg Boonen, na een uitspraak van het Parijse Arbitragehof voor de Sport van het Franse Olympisch Comité, te horen dat hij toch mocht deelnemen aan de wedstrijd. In een eerder geding voor de Tribunal de Grande Instance van Nanterre tegen het veto van het ASO verklaarde de rechter zich onbevoegd. Hij zou de Tour evenwel niet uitrijden. Bij de start van de vijftiende etappe op zondag 19 juli gaf hij ziek forfait.

### 2010
In 2010 behaalde hij een paar ritzeges in de Rondes van Qatar en Oman en een ritzege in de Tirreno-Adriatico. Hij verloor in Milaan-San Remo nipt van Óscar Freire in de spurt en in de Ronde van Vlaanderen was er Fabian Cancellara die hem van de zege hield. In Parijs-Roubaix eindigde hij vijfde. Hij moest een kruis maken over bijna de rest van het seizoen, na een knieblessure die hij opliep na valpartijen in de Ronde van Californië en de Ronde van Zwitserland. Zo miste hij onder andere het Belgisch kampioenschap, de Ronde van Frankrijk en het wereldkampioenschap. Pas tegen het einde van het seizoen (Circuit Franco-Belge en Parijs-Tours) kon hij opnieuw fietsen.

### 2011
Het seizoen 2011 begon met een ritzege in de Ronde van Qatar. Het was zijn eerste overwinning in 333 dagen. Ondanks ziekte won hij voor de tweede keer Gent-Wevelgem. In de Ronde van Vlaanderen werd hij vierde. Parijs-Roubaix reed hij niet uit; hij gaf op na materiaalpech en een val.
In de Ronde van Frankrijk viel hij zwaar op zijn hoofd in de vijfde etappe en gaf op in de zevende etappe met een hersenschudding. Aan het wereldkampioenschap kon hij niet deelnemen, ten gevolge van een val in de Ronde van Spanje.

### 2012
2012 was net als 2005 een boerenjaar voor Boonen. Het seizoen begon vroeger dan gewoonlijk met de Argentijnse Ronde van San Luis, waar hij de slotetappe won. In februari volgde dubbele ritwinst en de eindzege in de Ronde van Qatar. In de Omloop Het Nieuwsblad, de start van het klassieke voorjaar, werd Boonen in de eindspurt met drie verrassend geklopt door Sep Vanmarcke. Zijn goede vorm bevestigde Boonen in Parijs-Nice, waar hij naar winst reed in een natte waaierrit met aankomst in Orléans, zijn 100e UCI-zege als professioneel wielrenner.

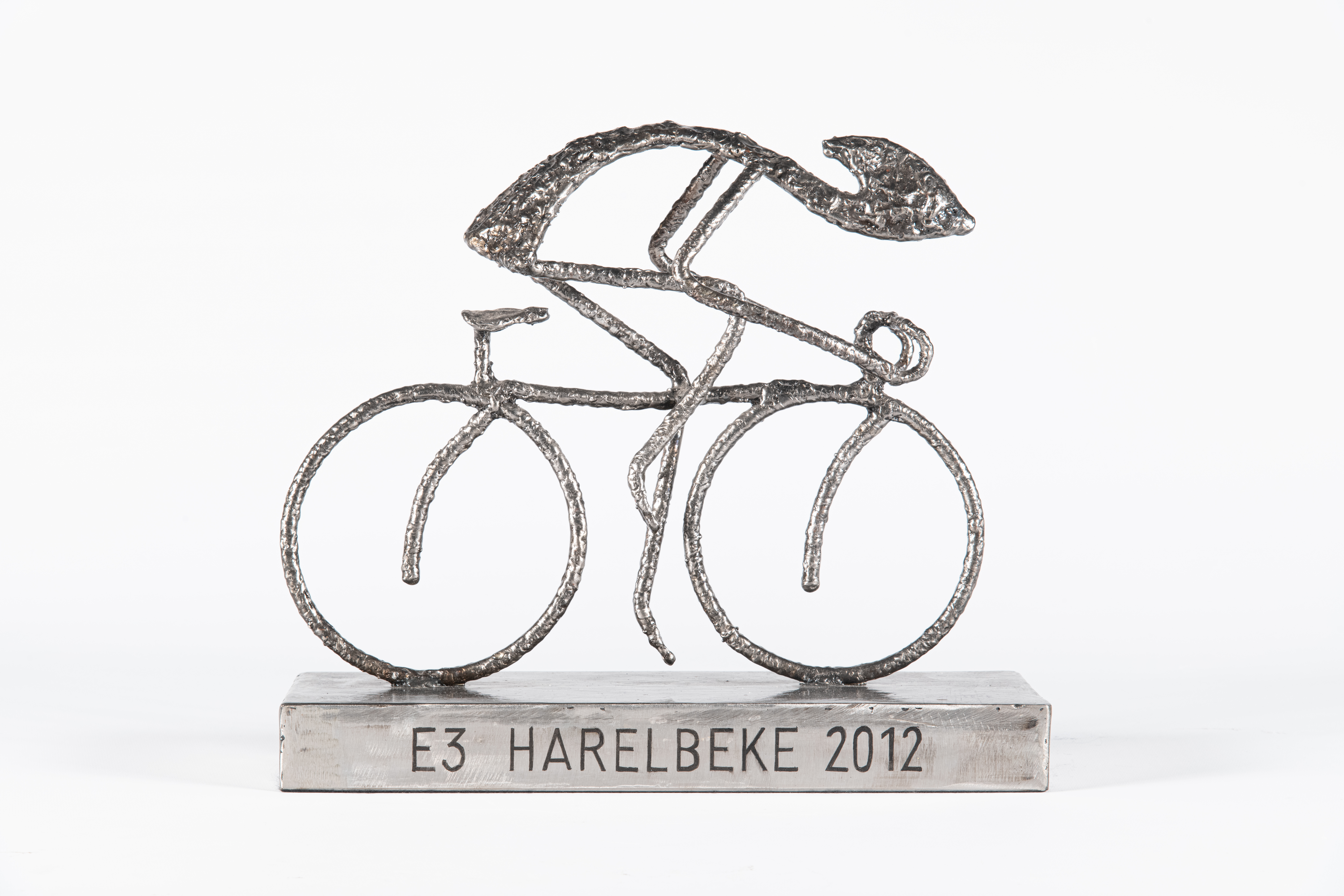
Trofee gewonnen door Tom Boonen in de E3 Harelbeke 2012 (collectie KOERS. Museum van de Wielersport)

Maar 2012 werd vooral het jaar waarin Boonen iedereen verpletterde op de kasseien. Op 23 maart werd Boonen alleen recordhouder in de E3 Prijs Harelbeke. Hij haalde zijn vijfde zege binnen door in een massasprint de sterk opzettende Freire nipt af te houden. Twee dagen later voltrok zich een gelijkaardig scenario: in de eindsprint van Gent-Wevelgem versloeg Boonen de Slowaak Peter Sagan en de Deen Matti Breschel. Hiermee voegde hij een derde zege in deze Belgische klassieker aan zijn palmares toe en werd hij gedeeld recordhouder, naast Robert Van Eenaeme, Rik Van Looy, Eddy Merckx en Mario Cipollini.

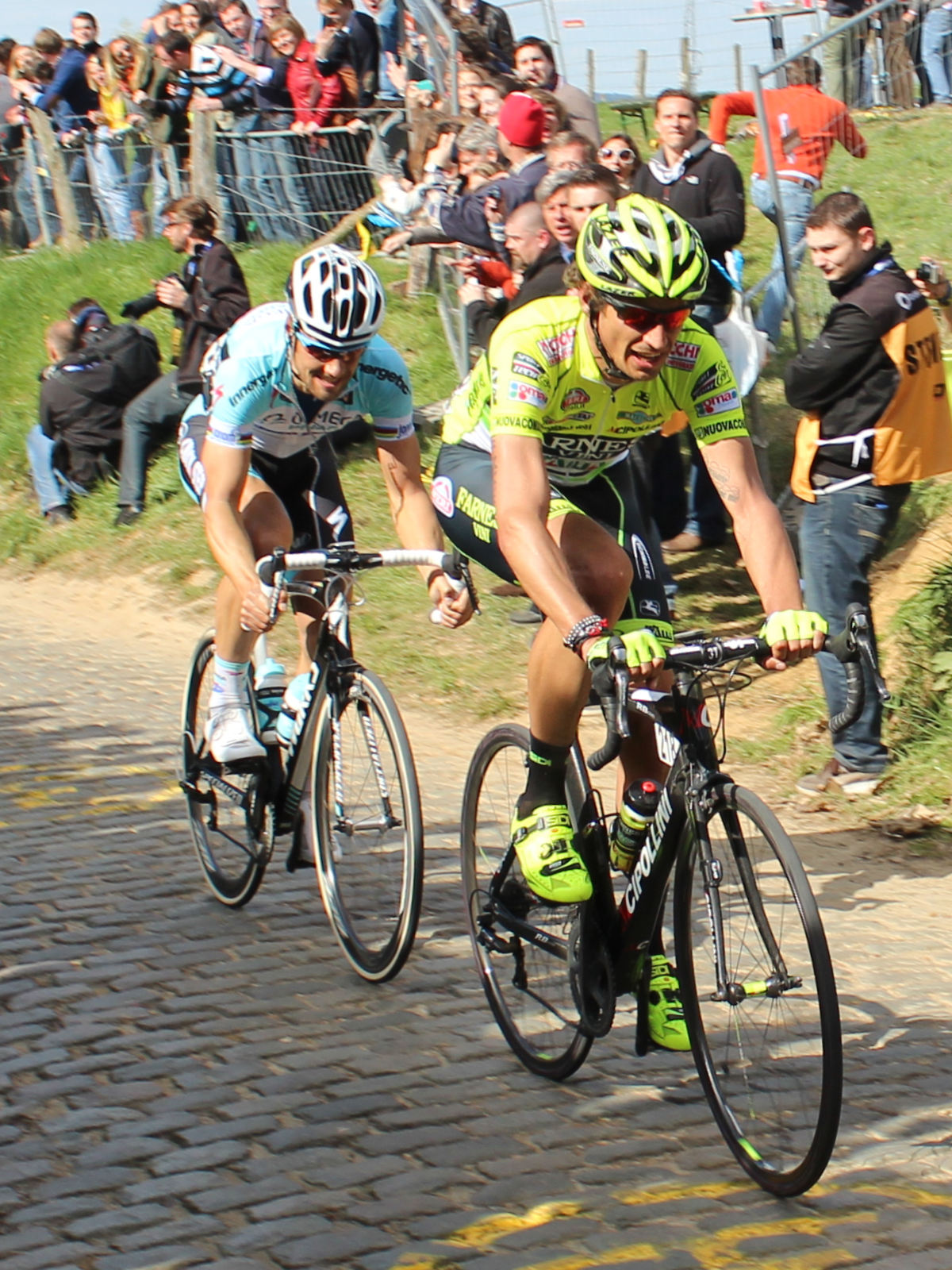
Boonen tijdens de Ronde van Vlaanderen 2012

Een week later, op zondag 1 april, schreef Boonen wielergeschiedenis door de Ronde van Vlaanderen voor de derde keer in zijn loopbaan te winnen. Op het vernieuwde parcours, met aankomst in Oudenaarde, bleef hij de Italianen Filippo Pozzato en Alessandro Ballan voor in een spurt met drie. Vanaf dan was hij de vijfde in de lijst van recordhouders met Achiel Buysse, Fiorenzo Magni, Eric Leman en Johan Museeuw.
Parijs-Roubaix, de laatste grote kasseiklassieker, won Boonen na een indrukwekkende solo van 53 kilometer. Bij zijn aankomst op de Vélodrome André Pétrieux had hij een voorsprong van anderhalve minuut uitgebouwd op Sébastien Turgot en Alessandro Ballan. Met deze vierde Parijs-Roubaix-zege behaalde Boonen vier records in één klap. Hij evenaarde Roger De Vlaemincks record van vier zeges in de Hel, werd de eerste wielrenner die er tot tweemaal toe in slaagde de dubbel Ronde van Vlaanderen en Parijs-Roubaix in één jaar te winnen, de eerste renner die het kasseivierluik E3 Prijs Harelbeke, Gent-Wevelgem, Ronde van Vlaanderen én Parijs-Roubaix in hetzelfde jaar won en ten slotte werd hij alleen recordhouder met een totaal van zeven overwinningen in de twee grote kasseiklassiekers. Geen enkele andere wielrenner kan dergelijk palmares voorleggen in de noordelijke kasseiklassiekers. Mede hierdoor wordt Boonen algemeen beschouwd als de "beste kasseirenner aller tijden".
Op 24 juni werd Boonen in Geel, op 5 kilometer van zijn woonplaats, voor de tweede maal Belgisch kampioen op de weg. Hij viel aan op 34 kilometer van de aankomst en dichtte de kloof met de kopgroep. Uiteindelijk bleven er vijf renners over die sprintten om de zege, waarbij Boonen het haalde voor Kristof Goddaert.
Boonen reed niet mee in de Tour, maar verkoos een rustige aanloop naar de wegwedstrijd op de Olympische Spelen in Londen en het WK in Valkenburg.
Tijdens de eerste rit van de Ronde van Polen kwam Boonen echter zwaar ten val en werd duidelijk dat hij een rib had gebroken. Hierdoor dreigden de Olympische Spelen alsnog in het gedrang te komen. Na een paar dagen rust werd hij toch geschikt verklaard om te starten in de Ronde van Wallonië, zijn laatste voorbereiding op de Spelen. Hij doorstond de eerste drie ritten zonder al te veel last, waardoor hij fit genoeg werd bevonden om te starten in de Olympische wegrit op 28 juli. Hierin werd Boonen 27e, na wel lek te hebben gereden in de slotfase.
Op 1 september won Boonen de eerste editie van de World Ports Classic. Hij wist de eerste etappe te winnen en hield in het eindklassement 1 seconde over op André Greipel. Een week later won hij ook Parijs-Brussel. Hij versloeg er Renshaw en Freire in een massaspurt.
Op zondag 16 september won Boonen samen met zijn ploeg Omega Pharma–Quick-Step het wereldkampioenschap ploegentijdrijden. De andere vijf renners waren Niki Terpstra, Peter Velits, Tony Martin, Kristof Vandewalle en Sylvain Chavanel.
Op 2 oktober verkozen de collega-renners Boonen als Flandrien van het jaar. Hij won daarna ook de Kristallen Fiets en werd op 16 december gekozen als Sportman van het jaar, voor tienkamper Hans Van Alphen en collega Philippe Gilbert.

### 2013
Zo voorspoedig het voorjaar van 2012 verliep, zo catastrofaal was dat van 2013. De ellende begon al in december 2012. Voor het trainingskamp raakte Boonen geïnfecteerd met een virus op zijn darmen, waardoor hij verstek moest laten gaan voor zijn eigen veldrit voor het goede doel, de Boonen and Friends-veldrit.
Nadat hij van dat euvel was hersteld haalde hij nog nipt het trainingskamp, maar een paar weken later moest Boonen plots geopereerd worden aan zijn elleboog. Na een val met de mountainbike was een op het eerste gezicht onschuldige wonde beginnen te ontsteken. Ook hiervan herstelde hij, maar door het voorval moest Boonen "zijn" Ronde van Qatar genoodzaakt links laten liggen.
Na deze verstoorde voorbereiding hield de ellende niet op. In Milaan-San Remo, die in erg winterse omstandigheden werd gereden, stapte hij tijdens de neutralisatie af. Dit om in dergelijke omstandigheden geen risico te lopen met het oog op de latere koersen, maar naar eigen zeggen ook om een statement te maken dat hij het niet eens was met de tussentijdse neutralisatie, waardoor deze klassieker eigenlijk in tweeën gesplitst was.
Na de E3 Prijs Harelbeke met een redelijk goed gevoel te hebben afgesloten, kwam hij in Gent-Wevelgem vlak voor de Kemmelberg alweer ten val en kwam op zijn knie terecht. Dat maakte dat hij ook deze wedstrijd niet zou uitrijden. Met het oog op de Ronde van Vlaanderen nam hij deel aan de Driedaagse van De Panne-Koksijde om zo toch nog extra kilometers af te malen.
Maar dan kwam de zoveelste tegenslag: in de Ronde maakte hij na amper 20 kilometer alweer een zware val. Na een botsing met een plastic paaltje werd hij zwaar geraakt aan zijn rechterknie, linkerheup en linkerelleboog. Oorspronkelijk dacht men dat hij niets had gebroken, maar achteraf werd er toch een gebroken rib vastgesteld. Deze val betekende dan ook meteen het einde van zijn voorjaar, aangezien hij op doktersadvies tien dagen van de fiets moest blijven en bijgevolg in Parijs-Roubaix niet kon starten.
Na aanvang van de Ronde van België op 22 mei deelde ploegmanager Patrick Lefevere mee dat Boonen niet zou deelnemen aan de Ronde van Frankrijk. Zelf deed Boonen de uitspraak dat het waarschijnlijk was dat hij nooit meer zou deelnemen aan de Tour.
In juli won Boonen de Heistse Pijl, wat zijn eerste zege van het seizoen was, en enkele weken later was hij ook de beste in tweede etappe van de Ronde van Wallonië. Eind augustus maakte een zitvlakblessure een eind aan zijn seizoen.

### 2014
De wintervoorbereiding voor 2014 van Boonen verliep veel vlotter dan het voorgaande jaar. Dat werd al duidelijk toen hij dit jaar wel weer van start ging in San Luis en Qatar, en wederom liet zien dat hij nog steeds snelle benen had. In Qatar won hij de tweede rit, na een sprint van een uitgedunde groep, en de vierde rit, tegen rasspurter André Greipel.
Ook het klassieke voorjaar begon goed voor Boonen. Na eerst een mindere dag te hebben gekend in de Omloop Het Nieuwsblad door de slechte weersomstandigheden, was het wel raak in Kuurne-Brussel-Kuurne, waar hij in de sprint Moreno Hofland en Sep Vanmarcke voorbleef. Met zijn derde zege in deze wedstrijd werd hij alleen recordhouder.

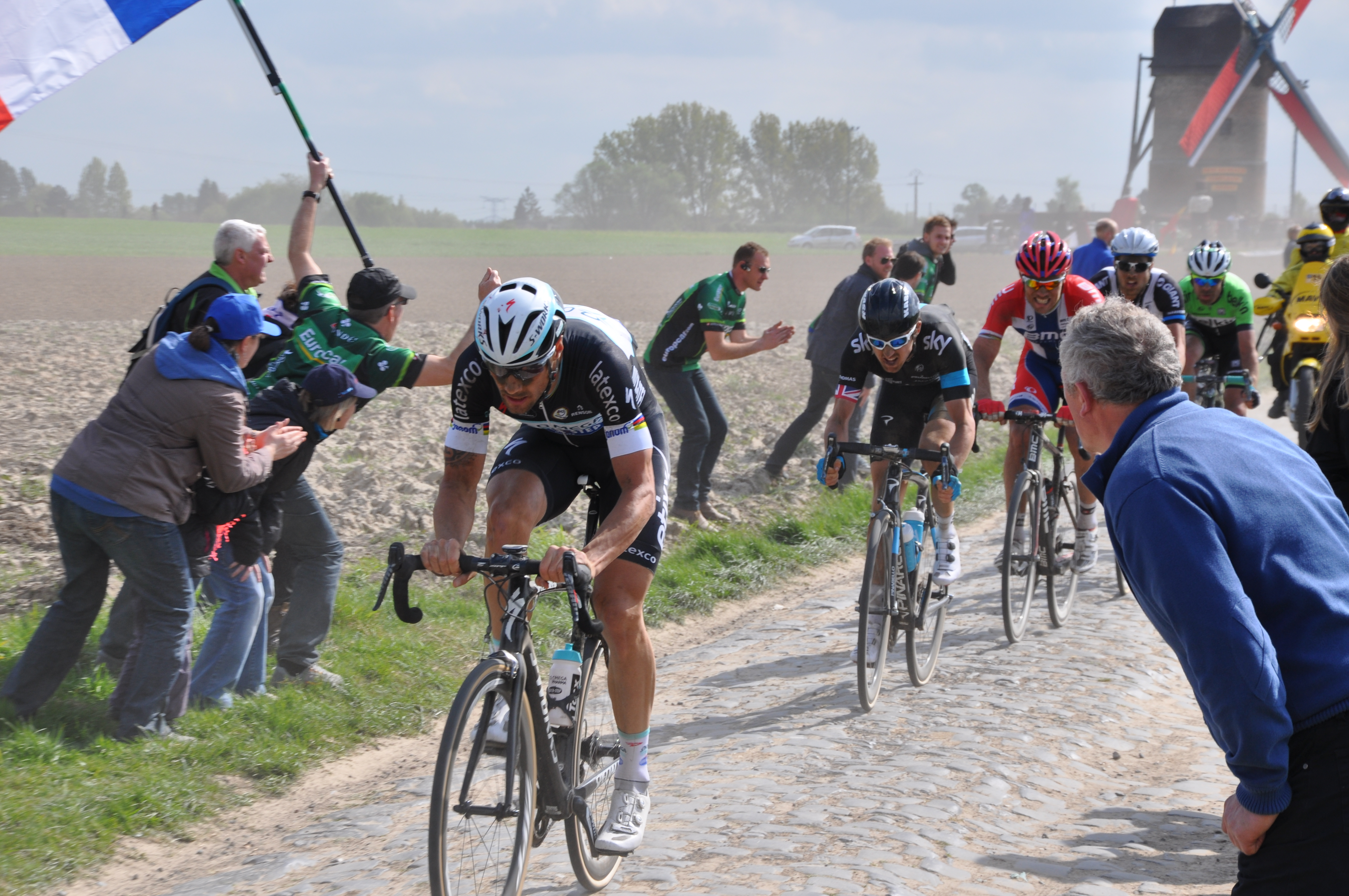
Boonen tijdens Parijs-Roubaix 2014

Boonen startte echter niet in Milaan-San Remo, omdat zijn vriendin Lore Van de Weyer een miskraam had gekregen en hij haar volledig wilde steunen. Deze privéproblemen maakten dat Boonen niet volledig top zou zijn tijdens de rest van het voorjaar. Dit bleek vooral in de E3 Prijs Harelbeke en de Ronde van Vlaanderen. In Gent-Wevelgem kon hij wel meesprinten voor de overwinning en werd hij vijfde, en in Parijs-Roubaix was hij een van de weinige renners die de wedstrijd trachtte open te breken. Maar twee lekke banden en een defect versnellingsapparaat hielden Boonen van een unieke vijfde zege in deze klassieker, die wel gewonnen werd door Boonens ploegmaat Niki Terpstra.
Na twee ritzeges in de Ronde van België werd Boonen gezien als de topfavoriet voor het Belgisch kampioenschap. Hij eindigde in de sprint echter als derde, na Jens Debusschere en Roy Jans.
Op de wereldkampioenschappen in Ponferrada werd Boonen met zijn ploeg Omega Pharma–Quick-Step derde in de ploegentijdrit, na BMC en Orica-GreenEdge. In de wegrit, die gewonnen werd door Michał Kwiatkowski, finishte Boonen als 49e.

### 2015
Door een val in Parijs-Nice miste Boonen de voorjaarsklassiekers en moest hij noodgedwongen op zoek naar andere doelen. Zo besloot hij deel te nemen aan de Europese Spelen in Bakoe. Na een ritwinst in de Ronde van België en winst in de semiklassieker Rund um Köln, werd hij beschouwd als een grote favoriet voor het goud in de wegrit van de Europese Spelen. Boonen werd er uiteindelijk zesde, op vier seconden van winnaar Luis León Sánchez.
Later dat jaar won Boonen nog de Münsterland Giro en een etappe in de Eneco Tour. Op het WK eindigde Boonen met zijn ploeg Etixx–Quick-Step tweede in de ploegentijdrit, na BMC. In de wegrit, gewonnen door Peter Sagan, ging Boonen van start als een van de favorieten, maar werd hij uiteindelijk 35e.
In oktober kwam Boonen zwaar ten val in de tweede etappe van de Ronde van Abu Dhabi. Hij hield er een schedelbreuk en blijvende gehoorschade aan over. De schedelbreuk zorgde er ook voor dat hij niet meteen met het vliegtuig naar huis kon, maar nog een week langer in Abu Dhabi moest blijven.

### 2016
Na zijn val in Abu Dhabi zeiden de dokters dat Boonen zes maanden niet zou kunnen fietsen, maar hij herstelde goed en kon na enkele weken al beginnen aan de voorbereiding voor het volgende seizoen. Toch had Boonen een achterstand op zijn concurrenten opgelopen in de aanloop naar de voorjaarsklassiekers, waardoor hij zich volledig focuste op een vijfde winst in Parijs-Roubaix en de voorgaande koersen eerder gebruikte als voorbereiding op de Helleklassieker. Een week voor Parijs-Roubaix eindigde Boonen in de Ronde van Vlaanderen vijftiende en werd duidelijk dat hij naar zijn hoogste vorm aan het toewerken was.
In Parijs Roubaix reed Boonen in de aanloop naar het Bos van Wallers, samen met onder anderen Vanmarcke, Hagen en Stannard, weg uit het peloton. Omdat Sagan en Cancellara niet mee waren, werd er goed rondgedraaid in het groepje. Al snel haalden Boonen en zijn gezellen de kopgroep bij, die geleidelijk werd uitgedund. Intussen maakte het peloton, na een val van Cancellara, geen kans meer op de overwinning en bleven alleen Boonen, Vanmarcke, Hagen, Stannard en Mathew Hayman, die deel uitmaakte van de vroege vlucht, over in de kopgroep. In de laatste tien kilometer werd er slag om slinger gedemarreerd en op twee kilometer van de meet viel ook Boonen aan. Onder de boog van de laatste kilometer kwam Hayman echter terug aansluiten en bij het opdraaien van de wielerpiste slaagden ook Vanmarcke, Hagen en Stannard daarin. Toen Hayman de sprint van ver aanzette, raakte Boonen even ingesloten. Hij kwam er nog wel uit, maar kon Hayman niet meer van de overwinning houden en werd uiteindelijk tweede.
In juli werd bekendgemaakt dat Boonen zijn contract bij Etixx–Quick-Step met een half jaar verlengd had en dat hij na Parijs-Roubaix 2017 zijn carrière zou beëindigen. De dag nadat hij het contract ondertekend had, sprintte Boonen naar ritwinst in de openingsetappe van de Ronde van Wallonië, voor Jonas Van Genechten en Arnaud Démare. Een week later won Boonen ook de RideLondon Classic, door in de sprint de maat te nemen van Mark Renshaw en Michael Matthews. Begin september was hij de beste in de Brussels Cycling Classic. In de sprint was hij sneller dan Arnaud Démare en Nacer Bouhanni.
Op zondag 16 oktober wist Boonen op het wereldkampioenschap in Doha een bronzen medaille te behalen. In de sprint moest hij het afleggen tegen Mark Cavendish en Peter Sagan, die zichzelf opvolgde als wereldkampioen. Het was de eerste keer in de geschiedenis dat het podium volledig bezet werd door ex-wereldkampioenen.

### 2017
In het begin van het seizoen 2017 won Boonen de tweede etappe in de Ronde van San Juan. Hij was daarmee de allereerste profwielrenner op de weg die won met een fiets met schijfremmen. Enkele weken later kwam Boonen ten val in de Ronde van Oman. Ook in de Omloop Het Nieuwsblad en Tirreno-Adriatico maakte hij kennis met het asfalt. In de E3 Prijs Harelbeke en Gent-Wevelgem, een week voor de Ronde van Vlaanderen, eindigde Boonen twee keer in de top-10. Tijdens de Ronde van Vlaanderen zelf kreeg hij af te rekenen met kettingproblemen, waardoor hij slechts 37e werd.
Op zondag 9 april eindigde hij in zijn laatste Parijs-Roubaix als 13e op de wielerpiste van Roubaix, in een groepje van 16 renners dat 12 seconden na winnaar Greg Van Avermaet over de streep reed. Eind april zette Boonen definitief een punt achter zijn carrière, met een overwinning in zijn eigen afscheidscriterium in Mol.

## Privéleven
Tom Boonen is een zoon van oud-wielrenner André Boonen en Agnes Melis. Hij groeide op in Balen.
Van 2005 tot 2008 en van 2010 tot 2012 woonde Boonen in Monaco.
In mei en juni 2008 werd driemaal, kort na elkaar, zijn rijbewijs ingetrokken wegens overdreven snelheid. Hij bestuurde de wagen bovendien onder de invloed van alcohol.
Op 10 juni 2008 werd bekend dat op 26 mei, twee dagen voor aanvang van de Ronde van België, sporen van cocaïne in het bloed van Boonen waren gevonden bij een dopingcontrole buiten competitie. Hij werd niet officieel geschorst, maar werd door de organisatoren niet toegelaten tot de Ronde van Zwitserland en de Ronde van Frankrijk.
Pas op 3 februari 2009 sprak de raadkamer van Turnhout zich uit over dit cocaïnegebruik. Boonen werd schuldig bevonden aan het gebruik en het bezit van drugs, maar kreeg opschorting van straf. Deze beslissing motiveerde de rechter met de stelling dat Boonen al genoeg gestraft was door de zeer negatieve mediabelangstelling en het inkomensverlies, aangezien hij niet in de genoemde grote rondes had mogen starten.
Op 9 mei 2009 werd bekend dat Boonen bij een controle buiten competitie van de Vlaamse Gemeenschap na de Scheldeprijs wederom positief was getest op cocaïne. Dezelfde dag nog maakte zijn werkgever Quick-Step bekend Boonen voor onbepaalde tijd te schorsen. Op 11 mei van dat jaar werd ook bekend dat Boonen al in december 2007 buiten competitie positief had getest op cocaïne en XTC.
Op 18 januari 2015 is zijn vriendin Lore Van de Weyer bevallen van een tweeling.

## Palmares

### Jeugd
- Belgisch kampioenschap op de weg: 2001 (beloften)

### Overwinningen
2001 - 1 zege
- Zellik-Galmaarden

2002 - 3 zeges
- 1e etappe Ronde van Catalonië (ploegentijdrit)
- 2e etappe Uniqa Classic
- Dernycriterium van Wilrijk (geen UCI-zege)
- Jongerenklassement Circuit Franco-Belge

2003 - 1 zege
- 3e etappe Ronde van België
- Bergklassement Ronde van België

2004 - 24 zeges
- 2e etappe Ronde van Qatar
- Puntenklassement Ronde van Qatar
- Jongerenklassement Ronde van Qatar
- 1e etappe Ruta del Sol
- E3 Prijs Harelbeke
- Gent-Wevelgem
- Scheldeprijs
- 1e en 2e etappe Ronde van Picardië
- Eindklassement Ronde van Picardië
- 2e etappe Ronde van België
- 2e en 7e etappe Ronde van Duitsland
- Proloog en 1e etappe Ster Elektrotoer
- Puntenklassement Ster Elektrotoer
- 6e en 20e etappe Ronde van Frankrijk
- Criterium van Peer (geen UCI-zege)
- Draai van de Kaai (geen UCI-zege)
- Dernycriterium van Antwerpen (geen UCI-zege)
- Mijl van Mares (geen UCI-zege)
- Omloop Mandel-Leie-Schelde (geen UCI-zege)
- 3e etappe Ronde van Groot-Brittannië
- Memorial Rik Van Steenbergen
- 3e en 4e etappe Circuit Franco-Belge

2005 - 20 zeges
- 1e en 2e etappe Ronde van Qatar
- Puntenklassement Ronde van Qatar
- 1e en 2e etappe Parijs-Nice
- E3 Prijs Harelbeke
- Ronde van Vlaanderen
- Parijs-Roubaix
- Ronde van Made (geen UCI-zege)
- 2e etappe Ronde van Picardië
- 1e en 2e etappe Ronde van België
- Eindklassement Ronde van België
- Puntenklassement Ronde van België
- 2e en 3e etappe Ronde van Frankrijk
- Criterium van Diksmuide (geen UCI-zege)
- Acht van Chaam (geen UCI-zege)
- Criterium van Herentals (geen UCI-zege)
- Dernycriterium van Antwerpen (geen UCI-zege)
- Wereldkampioenschap op de weg in Madrid
- Amstel Curaçao Race (geen UCI-zege)

2006 - 23 zeges
- Doha International GP
- 1e, 2e, 3e en 5e etappe Ronde van Qatar
- Eindklassement Ronde van Qatar
- Puntenklassement Ronde van Qatar
- 5e etappe Ruta del Sol
- 1e, 2e en 4e etappe Parijs-Nice
- E3 Prijs Harelbeke
- Ronde van Vlaanderen
- Scheldeprijs
- 2e en 3e etappe Ronde van België
- Puntenklassement Ronde van België
- Veenendaal-Veenendaal
- 1e etappe Ronde van Zwitserland
- Criterium van Diksmuide (geen UCI-zege)
- 1e, 3e en 5e etappe ENECO Tour
- 6e etappe Ronde van Groot-Brittannië
- GP Zele (geen UCI-zege)

2007 - 13 zeges
- 1e (ploegentijdrit), 2e, 3e, 4e en 6e etappe Ronde van Qatar
- Puntenklassement Ronde van Qatar
- 4e etappe Ruta del Sol
- Kuurne-Brussel-Kuurne
- Dwars door Vlaanderen
- E3 Prijs Harelbeke
- 5e etappe Ronde van België
- 6e en 12e etappe Ronde van Frankrijk
- Puntenklassement Ronde van Frankrijk
- Criterium van Wolvertem (geen UCI-zege)

2008 - 17 zeges
- 1e (ploegentijdrit), 2e, 3e en 6e etappe Ronde van Qatar
- Eindklassement Ronde van Qatar
- Puntenklassement Ronde van Qatar
- 2e etappe Ronde van Californië
- Parijs-Roubaix
- 5e etappe Ronde van België
- 4e etappe Ster Elektrotoer
- 7e etappe Ronde van Oostenrijk
- 1e etappe Ronde van het Waalse Gewest
- Criterium van Lommel (geen UCI-zege)
- 1e en 3e etappe Eneco Tour
- 2e en 16e etappe Ronde van Spanje
- 1e etappe Circuit Franco-Belge

2009 - 7 zeges
- 3e etappe Ronde van Qatar
- Eindklassement Ronde van Qatar
- Kuurne-Brussel-Kuurne
- Parijs-Roubaix
- Belgisch kampioenschap op de weg in Aywaille
- 3e etappe Eneco Tour
- 3e etappe Circuit Franco-Belge

2010 - 4 zeges
- 3e en 5e etappe Ronde van Qatar
- 5e etappe Ronde van Oman
- 2e etappe Tirreno Adriatico

2011 - 2 zeges
- 1e etappe Ronde van Qatar
- Gent-Wevelgem

2012 - 15 zeges
- 7e etappe Ronde van San Luis
- 1e en 4e etappe Ronde van Qatar
- Eindklassement Ronde van Qatar
- Puntenklassement Ronde van Qatar
- 2e etappe Parijs-Nice
- E3 Prijs Harelbeke
- Gent-Wevelgem
- Ronde van Vlaanderen
- Parijs-Roubaix
- Belgisch kampioenschap op de weg in Geel
- Dernycriterium van Antwerpen (geen UCI-zege)
- 1e etappe World Ports Classic
- Eindklassement World Ports Classic
- Puntenklassement World Ports Classic
- Parijs-Brussel
- Wereldkampioenschap ploegentijdrijden in Valkenburg

2013 - 2 zeges
- Heistse Pijl (geen UCI-zege)
- 2e etappe Ronde van Wallonië

2014 - 6 zeges
- 2e en 4e etappe Ronde van Qatar
- Puntenklassement Ronde van Qatar
- Kuurne-Brussel-Kuurne
- 1e en 2e etappe Ronde van België
- Heistse Pijl (geen UCI-zege)

2015 - 4 zeges
- 1e etappe Ronde van België
- Puntenklassement Ronde van België
- Ronde van Keulen
- 3e etappe Eneco Tour
- Münsterland Giro

2016 - 6 zeges
- Dernycriterium van Hamme-Zogge (geen UCI-zege)
- 1e etappe Ronde van Wallonië
- RideLondon Classic
- Dernycriterium van Antwerpen (geen UCI-zege)
- Dernycriterium van Lombardsijde (geen UCI-zege)
- Brussels Cycling Classic

2017 - 2 zeges
- 2e etappe Ronde van San Juan
- Criterium van Mol (geen UCI-zege)

Totaal: 150 zeges (waarvan 123 individuele UCI-zeges)

### Resultaten in voornaamste wedstrijden
| Jaar | Ronde van Italië | Ronde van Frankrijk | Ronde van Spanje |
| ---- | ---------------- | ------------------- | ---------------- |
| 2002 |                  |                     |                  |
| 2003 |                  |                     | 92e              |
| 2004 |                  | 120e (2)            |                  |
| 2005 |                  | opgave (2)          | opgave           |
| 2006 |                  | opgave              |                  |
| 2007 |                  | 119e (2)            | opgave           |
| 2008 |                  |                     | opgave (2)       |
| 2009 |                  | opgave              | opgave           |
| 2010 |                  |                     |                  |
| 2011 |                  | opgave              | opgave           |
| 2012 |                  |                     |                  |
| 2013 |                  |                     |                  |
| 2014 |                  |                     | opgave           |
| 2015 | opgave           |                     |                  |
| 2016 |                  |                     |                  |
| 2017 |                  |                     |                  |

| Jaar | Milaan-San Remo | Gent-Wevelgem | Ronde van Vlaanderen | Parijs-Roubaix | E3 Harelbeke | Scheldeprijs | Parijs-Brussel |  | WK op de weg |  | Wereldranglijsten     |
| ---- | --------------- | ------------- | -------------------- | -------------- | ------------ | ------------ | -------------- |  | ------------ |  | --------------------- |
| 2002 |                 | 7e            | 24e                  | ↑              |              |              |                |  | 38e          |  | 64e (FWR)             |
| 2003 | 78e             | Brons         | 25e                  | 24e            | 12e          |              |                |  | 17e          |  | 90e (FWR)             |
| 2004 | 75e             | ↑             | 25e                  | 9e             | ↑            | ↑            | 41e            |  | opgave       |  | 10e (FWR)             |
| 2005 | 8e              | 26e           | ↑                    | ↑              | ↑            | 4e           |                |  | ↑            |  | (UPT)                 |
| 2006 | 4e              | 117e          | ↑                    | ↑              | ↑            | ↑            | Zilver         |  | 9e           |  | 7e (UPT)              |
| 2007 | ↑               | 27e           | 12e                  | 6e             | ↑            |              |                |  |              |  | 21e (UPT)             |
| 2008 | 28e             | 150e          | 17e                  | ↑              | 8e           | ↑            |                |  | 38e          |  | 83e (UPT)             |
| 2009 | 15e             | 71e           | 20e                  | ↑              | ↑            | 56e          |                |  | 38e          |  | 38e (UWK)             |
| 2010 | ↑               |               | ↑                    | 5e             | ↑            | 18e          |                |  |              |  | 19e (UWK)             |
| 2011 | 28e             | ↑             | 4e                   | opgave         |              | 116e         |                |  |              |  | 30e (UWT)             |
| 2012 | 22e             | ↑             | ↑                    | ↑              | ↑            | 130e         | Goud           |  | 12e          |  | (UWT)                 |
| 2013 | opgave          | opgave        | opgave               |                | 7e           |              |                |  |              |  | 139e (UWT)            |
| 2014 |                 | 5e            | 7e                   | 10e            | 11e          | 84e          |                |  | 49e          |  | 71e (UWT)             |
| 2015 |                 |               |                      |                |              |              | ↑              |  | 35e          |  | 79e (UWT) 39e (UWR)   |
| 2016 | 55e             | 20e           | 15e                  | ↑              | 14e          | 103e         | Goud           |  | ↑            |  | 66e (UWT) 23e (UWR)   |
| 2017 | 65e             | 6e            | 37e                  | 13e            | 8e           | 43e          |                |  |              |  | 102e (UWT) 196e (UWR) |

### Resultaten in kleinere rondes
| Jaar | Ronde van Qatar | Parijs-Nice | Tirreno-Adriatico | Ronde van Picardië | Ronde van België | World Ports Classic | Eneco Tour |
| 2002 |                 |             |                   | 19e                |                  |                     |            |
| 2003 |                 | opgave      |                   | 21e                | 55e (1)          |                     |            |
| 2004 | 3e (1)          | opgave      |                   | (2)                | 20e (1)          |                     |            |
| 2005 | 4e (2)          | opgave (2)  |                   | 10e (1)            | (2)              |                     |            |
| 2006 | ↑ (4)           | opgave (3)  |                   |                    | 4e (2)           | 13e (3)             |            |
| 2007 | 2e (4)          | opgave      |                   |                    | 34e (1)          |                     |            |
| 2008 | ↑ (3)           |             | 98e               |                    | 45e (1)          | opgave (2)          |            |
| 2009 | ↑ (1)           |             | 134e              |                    |                  | opgave (1)          |            |
| 2010 | 3e (2)          |             | 104e (1)          |                    |                  |                     |            |
| 2011 | 14e (1)         |             | 130e              |                    | 36e              |                     |            |
| 2012 | ↑ (2)           | 92e (1)     |                   |                    |                  | ↑ (1)               | 17e        |
| 2013 |                 | 146e        |                   | 55e                | 40e              |                     |            |
| 2014 | 2e (2)          | opgave      |                   |                    | 90e (2)          |                     |            |
| 2015 | 9e              | opgave      |                   |                    | 20e (1)          |                     | 66e (1)    |
| 2016 |                 | opgave      |                   |                    |                  |                     | opgave     |
| 2017 |                 |             | 86e               |                    |                  |                     |            |

### Overzicht
| Categorie    | Jaar   | Monumenten                             | Grote Rondes            | Kampioenschappen                    | Wereldranglijsten | Aantal zeges |
| Nieuwelingen | 1995   |                                        |                         |                                     |                   | 1            |
| Nieuwelingen | 1996   |                                        |                         | BK op de weg                        |                   | 17           |
| Nieuwelingen | Totaal | 0                                      | 0                       | 0                                   | 0                 | 18           |
| Junioren     | 1997   |                                        |                         |                                     |                   | 7            |
| Junioren     | 1998   |                                        |                         | BK tijdrijden                       |                   | 9            |
| Junioren     | Totaal | 0                                      | 0                       | 0                                   | 0                 | 16           |
| Beloften     | 1999   |                                        |                         |                                     |                   | 1            |
| Beloften     | 2000   | Parijs-Roubaix                         |                         | BK op de weg                        |                   | 8            |
| Beloften     | 2001   | Luik-Bastenaken-Luik                   |                         | BK op de weg                        |                   | 9            |
| Beloften     | Totaal | 0                                      | 0                       | 1                                   | 0                 | 18           |
| Elite        | 2001   |                                        |                         |                                     |                   | 1            |
| Elite        | 2002   | Parijs-Roubaix                         |                         |                                     |                   | 3            |
| Elite        | 2003   |                                        |                         |                                     |                   | 1            |
| Elite        | 2004   |                                        | (2) Ronde van Frankrijk |                                     |                   | 24           |
| Elite        | 2005   | Ronde van Vlaanderen · Parijs-Roubaix  | (2) Ronde van Frankrijk | WK op de weg                        | (UPT)             | 20           |
| Elite        | 2006   | Ronde van Vlaanderen · Parijs-Roubaix  |                         | BK op de weg                        |                   | 23           |
| Elite        | 2007   | Milaan-San Remo                        | (2) Ronde van Frankrijk | BK op de weg                        |                   | 13           |
| Elite        | 2008   | Parijs-Roubaix                         | (2) Ronde van Spanje    |                                     |                   | 17           |
| Elite        | 2009   | Parijs-Roubaix                         |                         | BK op de weg                        |                   | 7            |
| Elite        | 2010   | Milaan-San Remo · Ronde van Vlaanderen |                         |                                     |                   | 4            |
| Elite        | 2011   |                                        |                         |                                     |                   | 2            |
| Elite        | 2012   | Ronde van Vlaanderen · Parijs-Roubaix  |                         | BK op de weg WK ploegentijdrijden   | (UWT)             | 15           |
| Elite        | 2013   |                                        |                         |                                     |                   | 2            |
| Elite        | 2014   |                                        |                         | BK op de weg · WK ploegentijdrijden |                   | 6            |
| Elite        | 2015   |                                        |                         | WK ploegentijdrijden                |                   | 4            |
| Elite        | 2016   | Parijs-Roubaix                         |                         | WK op de weg                        |                   | 6            |
| Elite        | 2017   |                                        |                         |                                     |                   | 2            |
| Elite        | Totaal | 7                                      | 0                       | 4                                   | 0                 | 150          |

## Ploegen
- 2000 –  US Postal Service (stagiair vanaf 01/09)
- 2002 –  US Postal Service
- 2003 –  Quick-Step–Davitamon
- 2004 –  Quick-Step–Davitamon
- 2005 –  Quick-Step–Innergetic
- 2006 –  Quick-Step–Innergetic
- 2007 –  Quick-Step–Innergetic
- 2008 –  Quick-Step
- 2009 –  Quick-Step
- 2010 –  Quick-Step
- 2011 –  Quick-Step Cycling Team
- 2012 –  Omega Pharma–Quick-Step
- 2013 –  Omega Pharma–Quick-Step Cycling Team
- 2014 –  Omega Pharma–Quick-Step Cycling Team
- 2015 –  Etixx–Quick-Step
- 2016 –  Etixx–Quick-Step
- 2017 –  Quick-Step Floors

## Onderscheidingen
- Beste jongere Kristallen Fiets: 2001
- Kristallen Fiets: 2004, 2005, 2006, 2012
- Flandrien-Trofee: 2004, 2005, 2012
- Sprint d'Or: 2004, 2005, 2006
- Vlaamse Reus: 2005
- Belgisch sportman van het jaar: 2005, 2007, 2012
- Nationale trofee voor sportverdienste: 2005
- Sportpersoonlijkheid van het jaar: 2005
- Vélo d'Or Mondial: 2005

## Trivia
- In 2005 eindigde hij op nr. 140 in de Vlaamse versie van De Grootste Belg, buiten de officiële nominatielijst.
- Een bekende uitspraak die vaak met Tom Boonen in verband gebracht wordt, is: "Tommeke, Tommeke, Tommeke, wat doe je nu?". Sportverslaggever Michel Wuyts sprak deze woorden toen Boonen in 2005 wereldkampioen werd.
- Eind 2007 had Boonen kort een relatie met de Nederlandse Sophie van Vliet, dochter van Leo van Vliet. Dit was opmerkelijk omdat zij op dat moment 16 jaar was en hij 27.[20]
- Boonen zou in 2012 meedoen aan de Amstel Gold Race, maar startte niet omwille van een ontsteking aan zijn voet. Uiteindelijk zou hij de wedstrijd nooit een keer rijden. Later in 2024, gaf hij in een podcast aan hier over spijt van te hebben.[21]

## Publicaties
- 2006 – Tom Boonen, mijn verhaal
- 2007-2008 – De avonturen van Tommeke
- 2010 – Het ultieme wielerhandboek van Tom Boonen
- 2017 – Tom Boonen, het officiële huldeboek

## Afbeeldingen

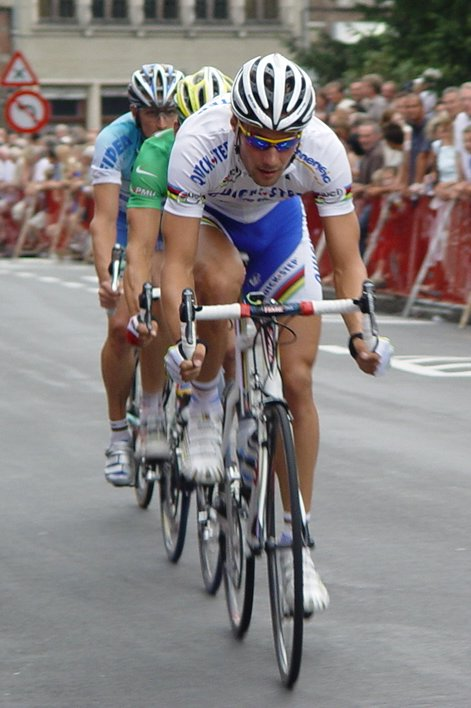
Boonen tijdens het Criterium van Herentals in 2006
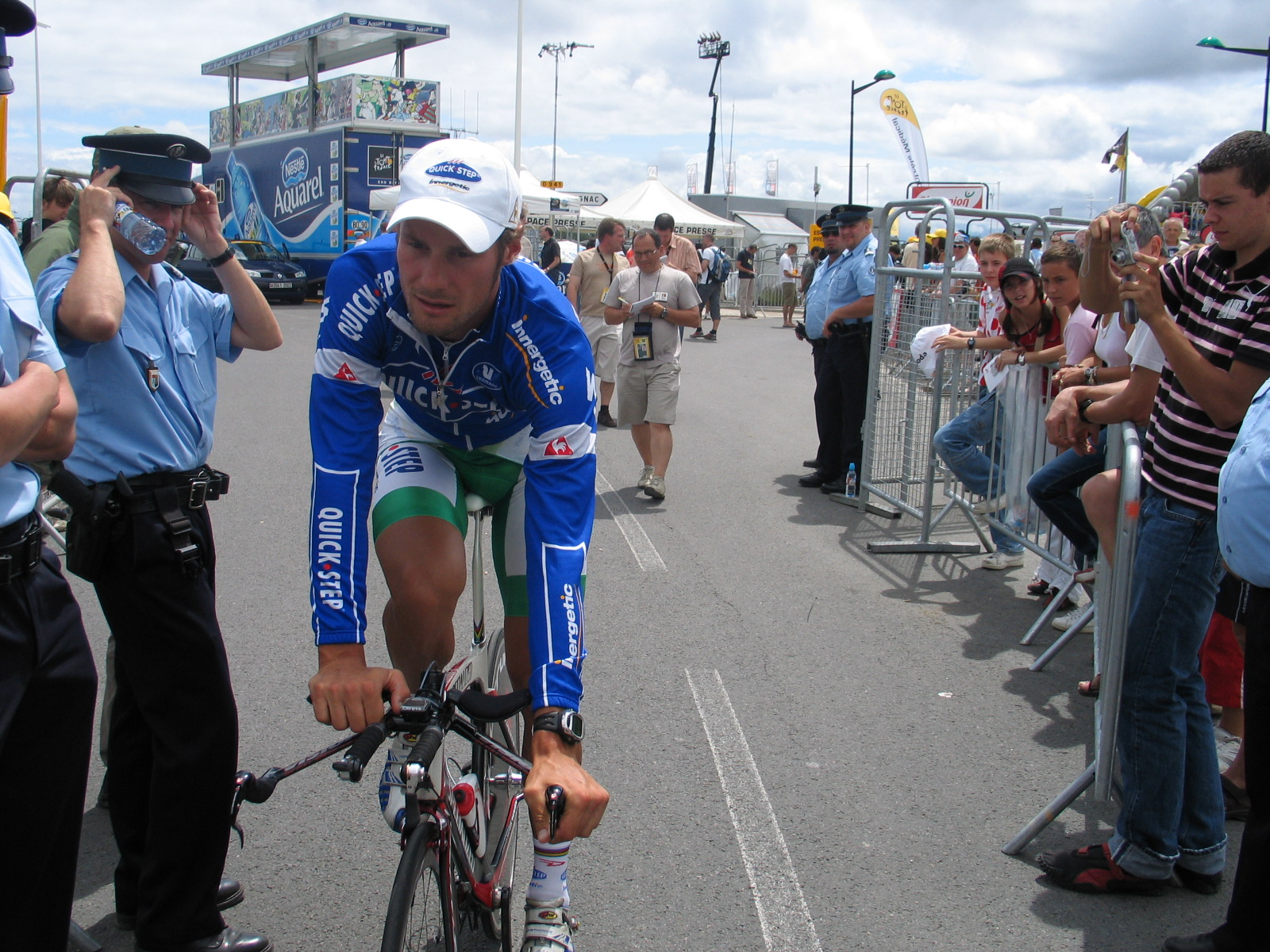
Boonen in de Ronde van Frankrijk 2007
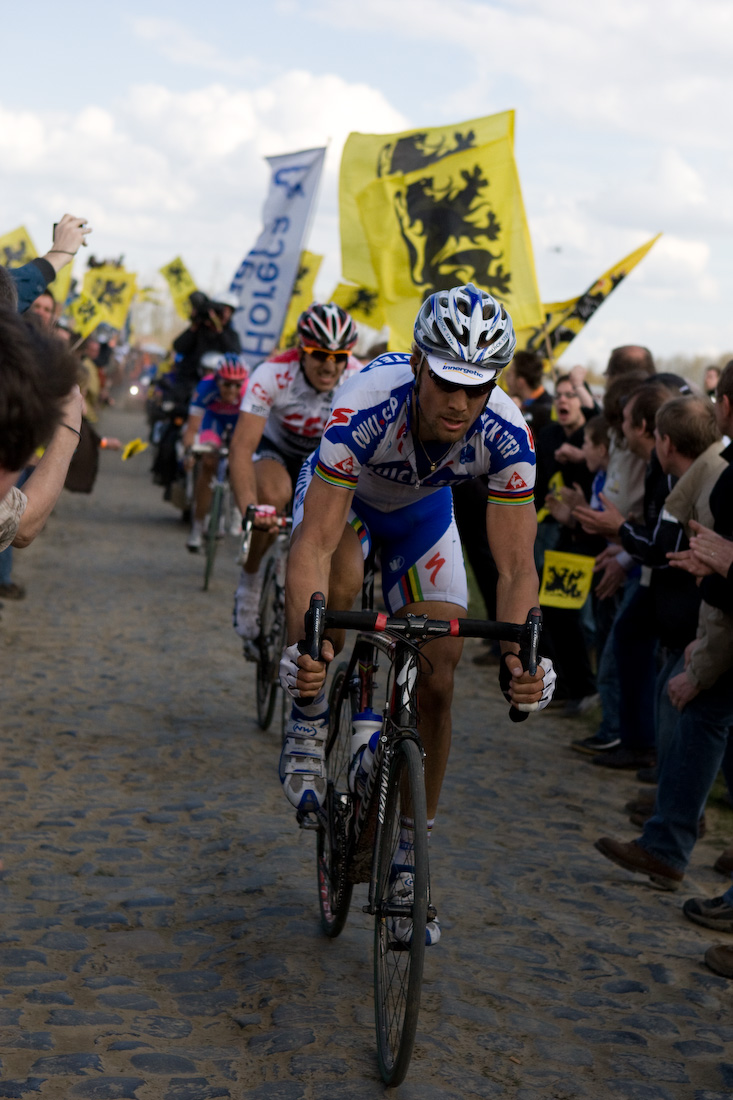
Boonen tijdens Parijs-Roubaix 2008
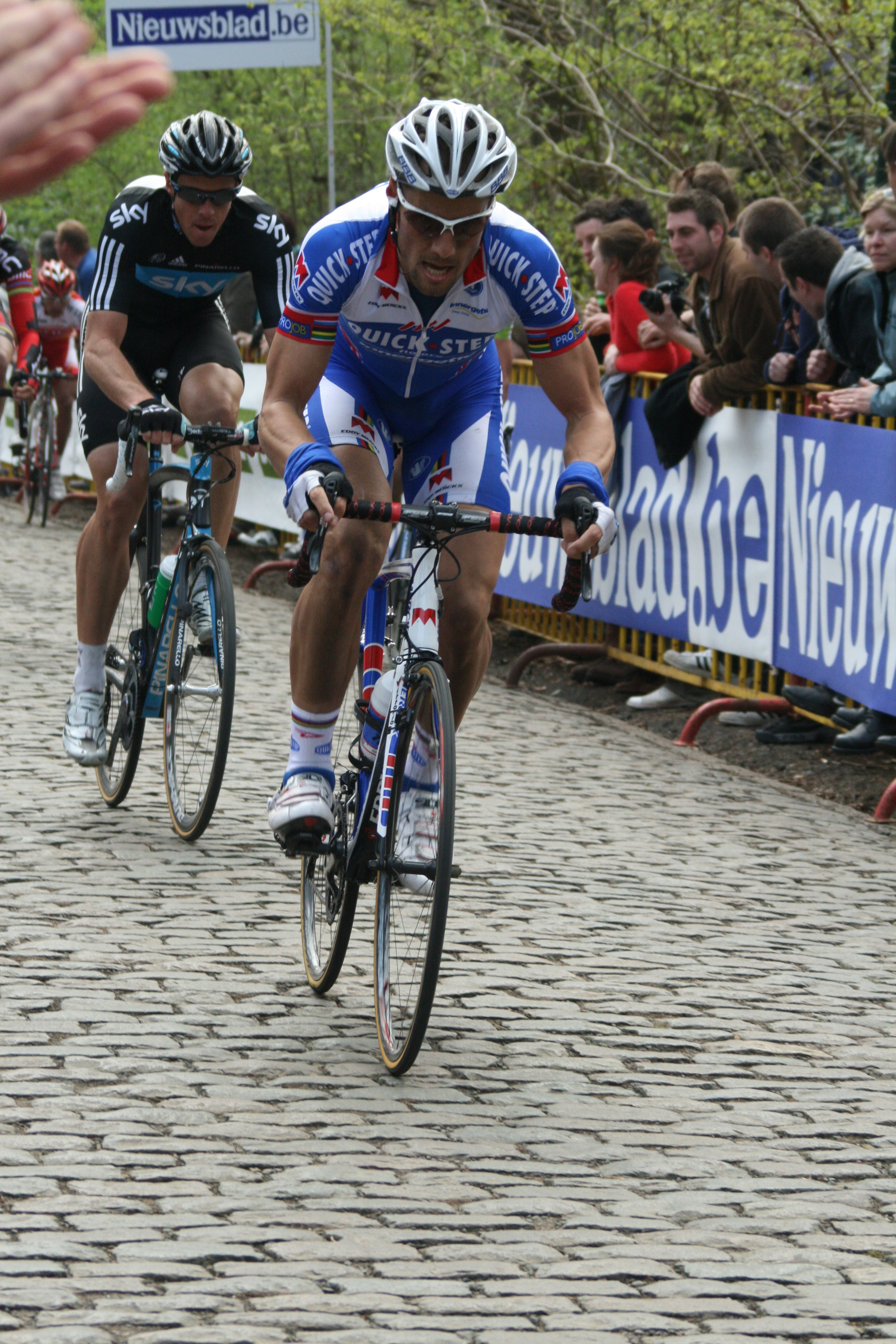
Boonen tijdens Gent-Wevelgem 2011
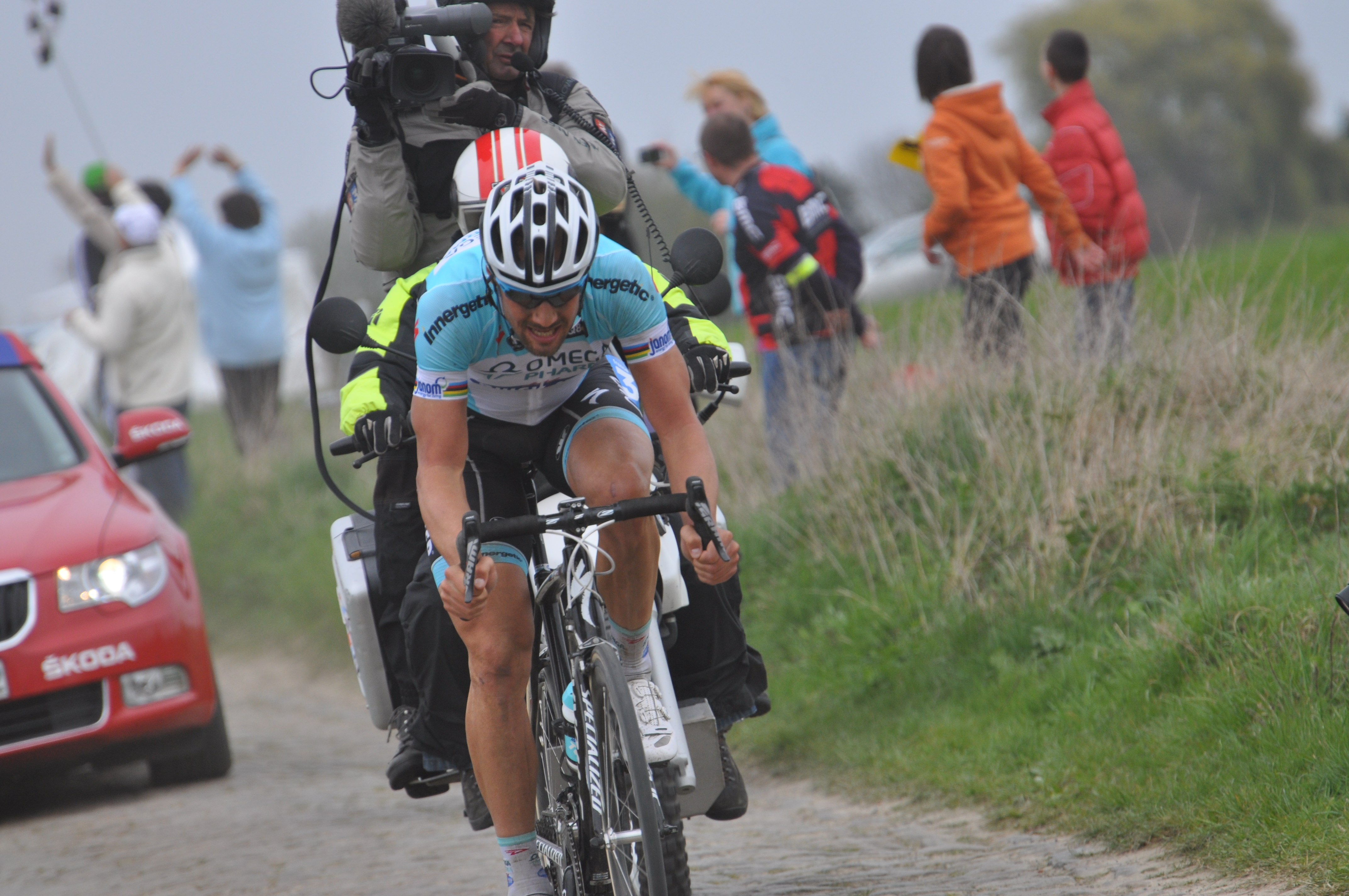
Boonen tijdens Parijs-Roubaix 2012
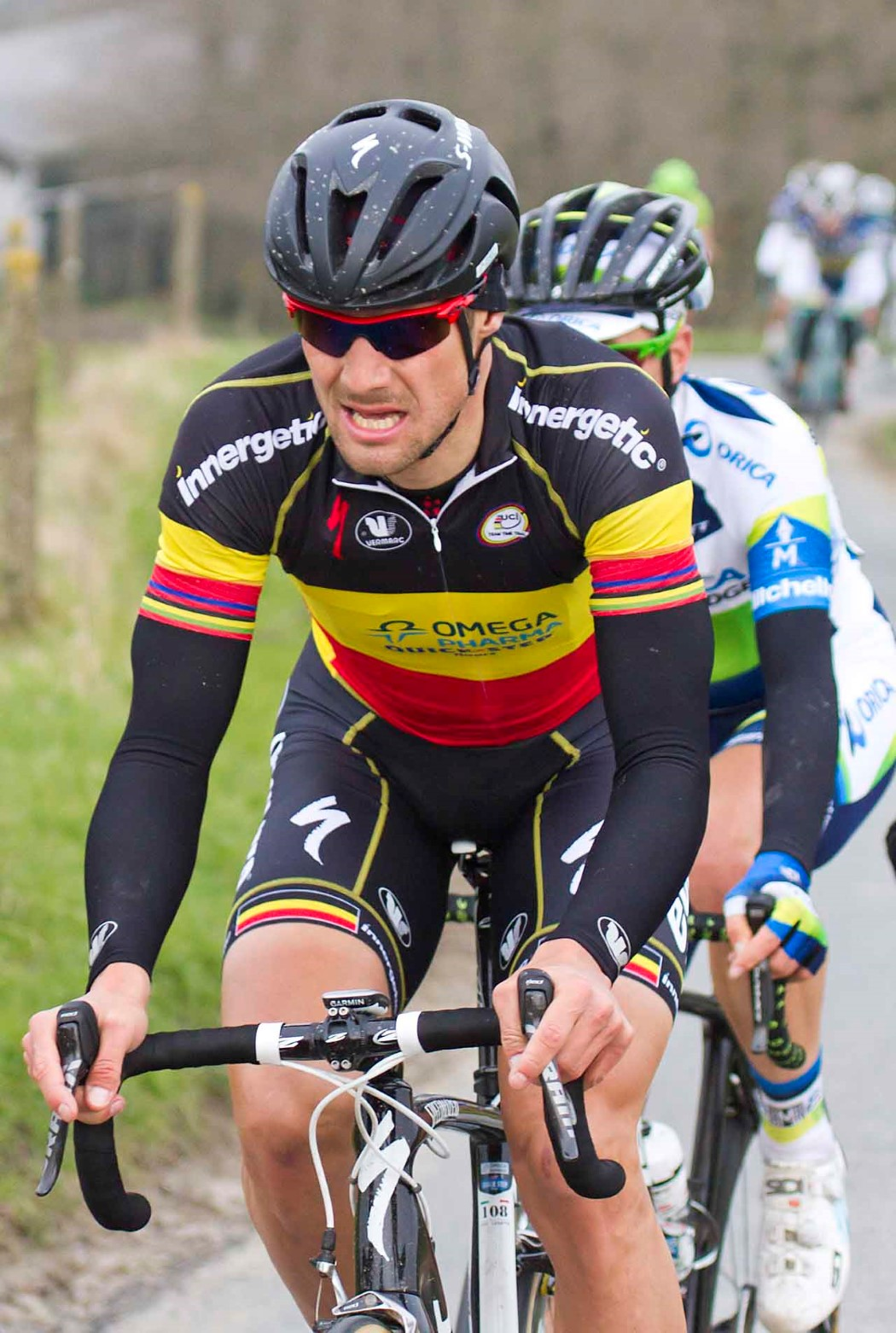
Boonen tijdens de E3 Prijs Harelbeke 2013

1928 Louis Crooy en Victor Groenen · 1929 Georges Ronsse · 1930 Hyacinthe Roosen · 1931 René Milhoux en Jules Tacheny · 1933 Jef Scherens · 1934 Union Sint-Gillis · 1935 Arnold de Looz-Corswarem · 1936 Ernest Demuyter · 1937 Joseph Mostert · 1938 Hubert Carton de Wiart · 1939 Henry de Menten de Horne · 1940 Fernande Caroen · 1941 Jan Guilini · 1942 Pol Braekman · 1943 Albert de Ligne · 1944 niet toegekend · 1945 vliegend personeel van de Belgische sectie van de Royal Air Force · 1946 Gaston Reiff · 1947 Micheline Lannoy en Pierre Baugniet · 1948 Etienne Gailly · 1949 Feru Moulin · 1950 Briek Schotte · 1951 Johny Claes en Jacques Ickx · 1952 André Noyelle · 1953 bemanning van het jacht Omoo (zeilsport) · 1954 Adolf Verschueren · 1955 Roger Moens · 1956 Gilberte Thirion · 1957 Jacky Brichant en Philippe Washer · 1958 René Baeten · 1959 Belgische hockeyploeg bij de mannen · 1960 Flory Van Donck · 1961 Rik Van Looy · 1962 Gaston Roelants · 1963 Aureel Vandendriessche · 1964 Joël Robert · 1965 Eerste Jachtwing van de Belgische Luchtmacht · 1966 Raymond Ceulemans · 1967 Ferdinand Bracke en Eddy Merckx · 1968 Jacky Ickx · 1969 Serge Reding · 1970 Freddy Herbrand · 1971 Miel Puttemans · 1972 Karel Lismont · 1973 Roger De Coster · 1974 Paul Van Himst · 1975 Jean-Pierre Burny · 1976 Ivo Van Damme · 1977 Gaston Rahier · 1978 RSC Anderlecht · 1979 Robert Van de Walle · 1980 Belgische voetbalploeg bij de mannen · 1981 Annie Lambrechts · 1982 Ingrid Berghmans · 1983 Eddy Annys · 1984 André Malherbe · 1985 niet toegekend · 1986 William Van Dijck · 1987 Ingrid Lempereur · 1988 Eric Geboers · 1989 Michel Preud'homme · 1990 Jan Ceulemans · 1991 Jean-Michel Saive · 1992 Annelies Bredael · 1993 Vincent Rousseau · 1994 Brigitte Becue · 1995 Frédérik Deburghgraeve · 1996 Johan Museeuw · 1997 Luc Van Lierde · 1998 Ulla Werbrouck · 1999 Gella Vandecaveye · 2000 Joël Smets · 2001 Kim Clijsters en Justine Henin · 2002 Marc Wilmots · 2003 Stefan Everts · 2004 Axel Merckx · 2005 Tom Boonen · 2006 Kim Gevaert en Tia Hellebaut · 2007 4x100m-estafetteploeg voor vrouwen · 2008 niet toegekend · 2009 Philippe Gilbert · 2010 Philippe Le Jeune · 2011 Kevin Borlée · 2012 Evi Van Acker · 2013 Frederik Van Lierde · 2014 Daniel Van Buyten · 2015 4x400m-estafetteploeg voor mannen · 2016 Nafissatou Thiam · 2017 David Goffin · 2018 Nina Derwael · 2019 Belgische hockeyploeg bij de mannen · 2020 Wout van Aert · 2021 Bashir Abdi · 2022 Remco Evenepoel · 2023 Bart Swings · 2024 Lotte Kopecky
1992 Sabine Appelmans · 1993 Gella Vandecaveye · 1994 Frédérik Deburghgraeve · 1995 Johan Museeuw · 1996 Luc Van Lierde · 1997 Luc Van Lierde · 1998 Frédérik Deburghgraeve · 1999 Luc Van Lierde · 2000 Kim Clijsters · 2001 Kim Clijsters · 2002 Kim Gevaert · 2003 Marc Herremans · 2004 Kim Gevaert · 2005 Tom Boonen · 2006 Tia Hellebaut · 2007 Kim Gevaert · 2008 Tia Hellebaut · 2009 Niels Albert · 2010 Kim Clijsters · 2011 Thomas Van Der Plaetsen · 2012 Evi Van Acker · 2013 Frederik Van Lierde · 2014 Delfine Persoon · 2015 Marieke Vervoort · 2016 Greg Van Avermaet · 2017 Nina Derwael · 2018 Nina Derwael · 2019 Emma Meesseman · 2020 Wout van Aert · 2021 Bashir Abdi en Peter Genyn · 2022 Remco Evenepoel · 2023 Patrick Lefevere · 2024 Jan Vertonghen
Armstrong ·
Barthe ·
Burrow · 
Casey ·
Cruz ·
Dean ·
Green ·
Hamilton · 
Heras ·
Hincapie ·
Jekimov   · 
Joachim ·
Kjærgaard ·
Labbe ·
Leipheimer · 
McRae · 
Peña ·
Rubiera ·
Vande Velde ·
Vasseur ·
Ventura ·
White ·
Zabriskie · 
Boonen (stagiair)
Armstrong ·
Barry ·
Boonen · 
Casey ·
Clinger ·
Cruz ·
Heras ·
Hincapie ·
Jekimov   · 
Joachim ·
Kjærgaard ·
Labbe ·
Landis · 
McRae · 
Mondini (tot 31/03) · 
Padrnos ·
Peña ·
Rubiera ·
Vande Velde ·
Ventura ·
White ·
Zabriskie
Amorison · Bettini · Bodrogi · Boonen · Bramati · Cañada · Clerc · Cretskens · Horrillo · Hulsmans · Kasjetsjkin · Knaven · Museeuw · Nuyens · Paolini · Passuello · Rogers   · Sinkewitz · Tankink · Van de Wouwer · Van Goolen · Vandenbroucke · Vanthourenhout · Virenque · Wadecki · Desmedt (stagiair) · Moeravjov (stagiair) · Rusconi (stagiair) · Yates (stagiair)
Amorison · Bettini  · Bodrogi · Boonen · Bramati · Clerc · Cretskens · De Fauw · Dufaux · Garrido · Horrillo · Hulsmans · Knaven · Mercado · Museeuw (tot 14/04) · Nuyens · Paolini · Pecharroman · Rogers    · Sinkewitz · Tankink · Van Goolen · Vanthourenhout · Virenque · Zanini · Kemps (stagiair) · Starzengruber (stagiair) · Weylandt (stagiair)
Bettini  · Boonen  · Bramati · Christensen · Cretskens · De Fauw · De Weert · Engels · Garrido · Hulsmans · Knaven · Lotz · Mercado · Moreni · Nuyens · Paolini · Pecharroman · Pozzato · Rogers     · Rosseler · Sinkewitz · Tankink · Trenti · Van Goolen · Vanthourenhout (tot 28/02) · Verbrugghe · Viganò · Weylandt · Zanini · Melis (stagiair) · Neirynck (stagiair) · Santaromita (stagiair)
Baguet · Bettini   · Boonen  · Bramati · Chicchi · Cretskens · De Weert · Engels · Gárate · Garrido · Hulsmans · de Jongh · Knaven · Nuyens · Pozzato · Rosseler · Rujano · Santaromita · Scarselli · Schwab · Tankink · Tosatto · Trenti · Van De Walle · Van Impe · Vasseur · Verheyen · Viganò · Weylandt · Wielinga · Grabovski (stagiair) · Proni (stagiair) · Vantomme (stagiair)
Baguet · Barredo · Bettini   · Boonen · Cretskens · Engels · Facci · Gárate · Grabovski · Hulsmans · de Jongh · Proni · Rosseler · Santaromita · Scarselli · Schwab · Seeldraeyers · Steegmans · Tankink · Tonti · Tosatto · Van De Walle · Van Impe · Van Petegem · Vasseur · Verheyen · Viganò · Visconti · Weylandt · Wynants · Moerman (stagiair) · Neirynck (stagiair) · Vermeersch (stagiair)
Barredo · Bettini   · Boonen · Carrara · Cretskens · Davis · Devolder · Jefimkin · Engels · Facci · Gárate · Grabovski · Hulsmans · de Jongh · Kvist · Proni · Rosseler · Scarselli · Schwab · Seeldraeyers · Steegmans · Tonti · Tosatto · Van De Walle · Van Impe · Viganò · Visconti · Weylandt · Wynants · Joseph (stagiair) · Malacarne (stagiair)
Barredo · Boonen · Cataldo · Chavanel · Cornu · Davis · de Jongh · De Weert · Devenyns · Devolder · Engels · Facci · Hovelijnck · Hulsmans · Koenitski · Kvist · Malacarne · Pineau · Reda · Rosseler · Samojlaw · Schwab · Seeldraeyers · Tosatto · Van De Walle · Van Impe · Velo · Weylandt · Wynants · Robert (stagiair)
Barredo · Boonen · Cataldo · Chavanel · De Weert · Devenyns · Devolder · Engels · Facci · Hovelijnck · Hulsmans · Keisse · Koenitski · Kvist · Maes · Malacarne · Pineau · Reda · Samojlaw · Seeldraeyers · Stauff · Tosatto · Van De Walle · Van Impe · Velo · Weylandt · Wynants · Robert (stagiair) · Van Keirsbulck (stagiair)
Bandiera · Boonen · Cappelle · Cataldo · Chavanel · Chicchi · Ciolek · De Weert · Devenyns · Engels · Keisse · de Maar · Maes · Malacarne · Pineau · Reda · Robert · Seeldraeyers · Stauff · Steegmans · Štybar · Terpstra · Tratnik · Vandewalle · Van Impe · Van Keirsbulck · Vermote · Trentin (stagiair)
Bandiera · Boonen · Brammeier · Cataldo · Chavanel · Chicchi · Ciolek · De Weert · Devenyns · Fenn · Gołaś · Grabsch · Keisse · Kwiatkowski · Leipheimer · Maes · Martin     · Pauwels · Pineau · Raboň · Steegmans · Štybar · Terpstra · Trentin · Vandenbergh · Vandewalle · Van Keirsbulck · P. Velits · M. Velits · Vermote · Hoorne (stagiair) · Sénéchal (stagiair)
Alaphilippe · Bakelants · Boonen · Brambilla · Cavendish · De Gendt · De Weert · Fenn · Gołaś · Keisse · Kwiatkowski  · Maes · Martin   · Meersman · Pauwels · Petacchi · Poels · Renshaw · Serry · Steegmans · Štybar · Terpstra · Trentin · Urán · Vakoč · Vandenbergh · Van Keirsbulck · M. Velits · Vermote · Verona
Alaphilippe · Boonen · Bouet · Brambilla · Cavendish · de la Cruz · Gołaś · Keisse · Kwiatkowski  · Lampaert · Maes · Martin · Meersman · Renshaw · Sabatini · Serry · Štybar · Terpstra · Trentin · Urán · Vakoč · Vandenbergh · Van Keirsbulck · M. Velits · Vermote · Verona · Wisniowski · Contreras (stagiair) · Gaviria (stagiair)
Alaphilippe · Boonen · Bouet · Brambilla · Contreras · de la Cruz · De Plus · Gaviria · Jungels · Keisse · Kittel · Lampaert · Maes · D. Martin · T. Martin   · Martinelli · Meersman · Richeze · Sabatini · Serry · Štybar · Terpstra · Trentin · Vakoč · Vandenbergh · Van Keirsbulck · Velits · Vermote · Verona · Wiśniowski · Costa (stagiair) · García (stagiair) · Sisr (stagiair)
Alaphilippe · Bauer · Boonen (tot 09/04) · Brambilla · Capecchi · Cavagna · de la Cruz · De Plus · Declercq · Devenyns · Gaviria · Gilbert · Jungels · Keisse · Kittel · Lampaert · Martin · Martinelli · Mas · Richeze · Sabatini · Schachmann · Serry · Štybar · Terpstra · Trentin · Vakoč · Velits · Vermote · Hodeg (stagiair) · Kasperkiewicz (stagiair)
- International Standard Name Identifier: 0000 0000 4017 5770
- Library of Congress Control Number: n2006080554
- Nederlandse Thesaurus van Auteursnamen: 29048491X
- Virtual International Authority File: 16659079
- WorldCat: E39PBJvt4KXDkfmtvjjxmBR7pP